# Walkower
Walkower (ang. walk-over, potocznie: łatwa wygrana) – w sporcie to przyznanie zwycięstwa jednej z rywalizujących stron z powodu braku przeciwnika, jego wycofania się z zawodów, turnieju lub dyskwalifikacji (np. za występ w drużynie nieuprawnionego zawodnika, stosowanie dopingu lub inne naruszenia regulaminów zawodów jak np. nieodpowiednie zachowanie kibiców drużyny podczas zawodów sportowych). Stosowanym w Polsce skrótem oznaczającym walkower jest „wo”.

## W piłce nożnej
W piłce nożnej walkower oznacza porażkę ukaranej drużyny 0-3, chyba że zwycięska drużyna zdobyła więcej bramek — zachowuje ona wtedy zdobyte gole, a bramki drużyny ukaranej są zerowane. Organizator może również orzec obustronny walkower w przypadku, gdy przewinienia popełniły obie drużyny, bądź też zawody nie doszły do skutku z obopólnej winy.

## W tenisie
W tenisie wycofanie się zawodnika w trakcie meczu (np. z powodu kontuzji) określane jest angielskim słowem scratch oznaczającym zadrapanie, zadraśnięcie, zarysowanie (termin stosowano pierwotnie w kontekście wyścigów konnych). W języku polskim wyraz zadomowił się początkowo w formie „skrecz” (również „skreczować”), jednak popularność zdobyła też niepoprawna (żargonowa) forma „krecz”.